# Malucha Solari
María Luisa "Malucha" Solari Mongrio (Matagalpa; 24 de diciembre de 1920 - Santiago; 30 de julio de 2005) fue una bailarina y coreógrafa chilena, ganadora del Premio Nacional de Artes de la Representación y Audiovisuales de Chile.

## Biografía
Nació en la ciudad nicaragüense de Matagalpa, trasladándose en 1929 a Chile junto a su familia. Aunque en un principio tomó clases de piano en el Conservatorio Nacional de Música, con el tiempo se interesó por la danza, siendo alumna de Andrée Hass. Solari se integró al Ballet Nacional Chileno, agrupación dependiente de la Universidad de Chile y fundada por Ernst Uthoff y Lola Botka. Su primera presentación junto al ballet fue la obra Coppélia, donde interpretó el personaje de Swanilda.
En 1947, gracias a una beca, viajó al Reino Unido para perfeccionar su técnica. Tras su vuelta a Chile estrenó la obra El umbral del sueño (1951), la cual contó con música del compositor Juan Orrego. Tres años después estrenó la obra Façade, en la cual compartió escenario con Patricio Bunster. En 1966 creó el Ballet de Cámara, una agrupación de danza formada al alero del Instituto de Extensión Musical de la Universidad de Chile, que tenía por objetivo realizar giras a lo largo del país.
En 1967 viajó a Moscú para estudiar con Eugene Valukin. A su regreso a Chile ayudó a crear la Escuela Coreográfica Nacional y el Ballet Juvenil del Ministerio de Educación. Años después formó el Consejo Chileno de la Danza y la Escuela de Danza de la Universidad Arcis. En 1991 fue nombrada miembro de número de la Academia Chilena de Bellas Artes, siendo la primera representante de la danza que recibió ese rango.
Solari obtuvo el Premio Nacional de Artes de la Representación y Audiovisuales de Chile en agosto de 2001. Falleció el 30 de julio de 2005 producto de un enfisema pulmonar.

## Matrimonio e hijos
Contrajo matrimonio con el economista Aníbal Pinto Santa Cruz. Del matrimonio nacieron tres hijos, incluidos la actriz Malucha Pinto y el músico Aníbal Pinto Solari.